# Pohlia kenyae
Pohlia kenyae là một loài Rêu trong họ Bryaceae. Loài này được (Dixon) Kis miêu tả khoa học đầu tiên năm 1984.